# Lago O’Higgins/San Martín
Der O’Higginssee oder San Martínsee (spanisch Lago O’Higgins (in Chile), Lago San Martín (in Argentinien)) ist ein Gletschersee der Anden, teils in Chile und teils in Argentinien gelegen, und der tiefste des südamerikanischen Kontinents.

## Lage und Namen
Sein ursprünglicher Name auf Tehuelche war Charre. Der See befindet sich seit der Grenzziehung von 1902 an der Grenze zwischen Argentinien und Chile und trägt heute zwei Namen: Während die Chilenen ihn nach Bernardo O’Higgins nennen, ist sein Name für die Argentinier José de San Martín gewidmet. Das Gewässer ist zu etwa gleichen Teilen zwischen den beiden Ländern geteilt.
Nahe gelegen, beide auf chilenischem Gebiet, sind das Dorf Villa O’Higgins und der bei Touristen beliebte O’Higgins-Gletscher.
Was die geografische Lage anbelangt, bildet er zusammen mit den beiden südlich gelegenen Gletscherseen Lago Argentino und Lago Viedma eine zusammenhängende Gruppe am Rand der patagonischen Gletscher, welche ziemlich deutlich östlich der Hauptkette der Anden liegt; während sich aber diese beiden Seen auf der atlantischen Seite der Wasserscheide auf argentinischem Gebiet befinden, fließt das Wasser des San Martinsees Richtung Pazifik und somit nach Chile: Diese durchaus unübliche Tatsache begründete, zumindest teilweise, die chilenischen Ansprüche auf den See und die darauf folgende politische Teilung.

## Tiefe
Die Ausmaße der größeren Gletscherseen der Gegend übersteigen diejenigen der alpinen Seen in Europa um etwa das Dreifache. Der See ist mit einer maximalen Wassertiefe von etwa 800 Metern (gemessen: 799 Meter) vermutlich der tiefste See Südamerikas. Somit liegt der tiefste Punkt des Lago O’Higgins, nahe beim Gletscher, 586 Meter unter dem Meeresspiegel (Kryptodepression).

## Gletscher und Gewässer
Der See trägt die typische, verzweigte Form des Gletschersees und ist in acht Armen unterteilt. Das westliche Ende des dort stark verzweigten Sees reicht bis tief in die Anden. Die Gletscherzungen münden an mehreren Stellen in den See und speisen ihn. Der Río Pascua (62 km) führt das Wasser zu den ebenso verzweigten chilenischen Fjorden auf der Pazifikseite.

## Landschaft und Klima
Die Landschaft ist eher karg: Das Westufer präsentiert sich als Gletscherlandschaft, während die Ostseite durch Laubbäume, zum Beispiel den Nothofagus pumilio etwas belebt wird. Der See ist von starken Windströmungen charakterisiert, die die Schifffahrt immer – vor allem aber in der Vergangenheit – erschwert haben. Der See friert im Winter nicht zu, aber aufgrund des rauen Klimas wurden seine Ufer erst ab etwa 1902 besiedelt.